# Шестнадцятисволова липа (втрачена)

## Створення
Ботанічна пам’ятка природи «Шестнадцятисволова липа» (втрачена) – об’єкт природно-заповідного фонду, що був оголошений рішенням Сумського Облвиконкому № 504   27.09.1973 року на землях Піщанського лісництва (квартал 50). Адміністративне розташування - Сумський район, Сумська область. 

## Характеристика
Площа – 0,02 га. 

## Скасування
Рішенням Сумської обласної ради  № 334   21.11.1984 року пам'ятка була скасована. 
Скасування статусу відбулось по причині списанні в зв’язку з висиханням.
Вся інформація про створення об'єкту взята із текстів зазначених у статті рішень обласної ради, що надані Державним управлянням екології та природних ресурсів Сумської  області Всеукраїнській громадській організації «Національний екологічний центр України» . .